# Майское (Зачепиловский район)
Ма́йское либо Травне́вое (укр. Травневе; до 2016 г. — Кра́сный Октя́брь либо Черво́ный Жо́втень) — село, Бердянский сельский совет, Зачепиловский район, Харьковская область, Украина.
Код КОАТУУ — 6322280503. Население по переписи 2001 года составляет 118 (56/62 м/ж) человек.

## Географическое положение
Село находится в балке Жучиха, по которой протекает пересыхающий ручей с запрудами;
примыкает к селу Першотра́вневое;
на расстоянии в 3,5 км расположено село Бердя́нка;
в 3,5 км проходит автомобильная дорога М-18 (E 105).

## История
- 1920 — дата основания села.
- В 1920-х годах село назвали в честь Октябрьской раволюции в России.
- 2016 — название села Красный[1][2][4][6] (укр. Червоный) Октябрь (укр. Жовтень) было «декоммунизировано»[8][9], поскольку имелось упоминание ВОСР в названии, и село переименовано в Майское[1][2][4][5][6] (укр. Травневе).

## Экономика
- При СССР в селе была молочно-товарная ферма (МТФ).

## Объекты социальной сферы
- Фельдшерско-акушерский пункт (ФАП).

## Достопримечательности
- Братская могила советских воинов РККА и памятный знак воинам-односельчанам. Похоронены 8 павших советских воинов.